# Killdozer (zespół muzyczny)

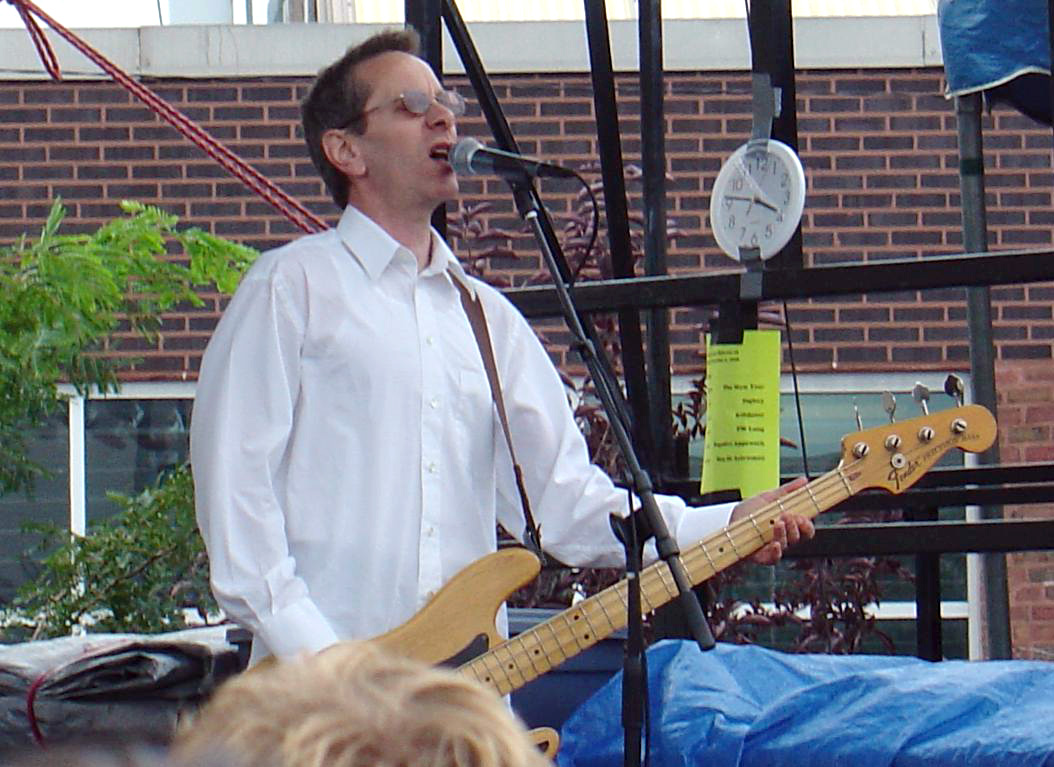
Michael Gerald

Killdozer – amerykański zespół muzyczny, założony w 1983 w Madison przez Billa Hobsona, Dana Hobsona i Michaela Geralda, zaliczany do nurtu noise rock. Nazwę zaczerpnięto z telewizyjnego horroru, nakręconego w 1974 na podstawie opowiadania Theodore'a Sturgeona. Zespół debiutował w 1983 albumem Intellectuals are the Shoeshine Boys of the Ruling Elite. Charakterystyczne ciężkie i "brudne" brzmienie Killdozera stało się inspiracją dla muzyków grunge. Teksty zespołu były zaangażowane politycznie i miały wybitnie lewicowy charakter. Na wydanym w 1988 cover-albumie For Ladies Only Killdozer zaprezentował awangardowe wersje przebojów popowych i rockowych (m.in. "Hush" Deep Purple, "American Pie" Dona McLeana). W 1990 zespół zawiesił działalność na 3 lata, następnie, po nagraniu kolejnych dwóch albumów, występował już tylko okazjonalnie (m.in. w 2006 na jubileuszu wytwórni Touch and Go).

## Dyskografia

### Albumy
- God Hears The Pleas Of The Innocent (1995)
- Uncompromising War on Art Under the Dictatorship of the Proletariat (1994)
- Twelve Point Buck (1989)
- For Ladies Only (1988)
- Little Baby Buntin' (1988)
- Burl EP (1986)
- Snake Boy (1985)
- Intellectuals are the Shoeshine Boys of the Ruling Elite (1984)

### Single
- "Sonnet '96" (1996)
- "The Pig Was Cool" (1993)
- "Yow!" (1989)
- "Her Mother's Sorrow" (1989)